# Anarthropora monodon
Anarthropora monodon is een mosdiertjessoort uit de familie van de Exechonellidae. De wetenschappelijke naam van de soort is, als Lepralia monodon, voor het eerst geldig gepubliceerd in 1860 door Busk.